# الجناح السابع (إسرائيل)
الجناح السابع (بالعبرية: כנף 7) هو جناح القوات الجوية الخاصة التابعة للقوات الجوية الإسرائيلية. ويضم ثلاث وحدات قتالية هي الوحدة 669 ووحدة شلداغ والوحدة 5700. ويقع مقر الجناح في قاعدة بلماحيم الجوية.

## المهام

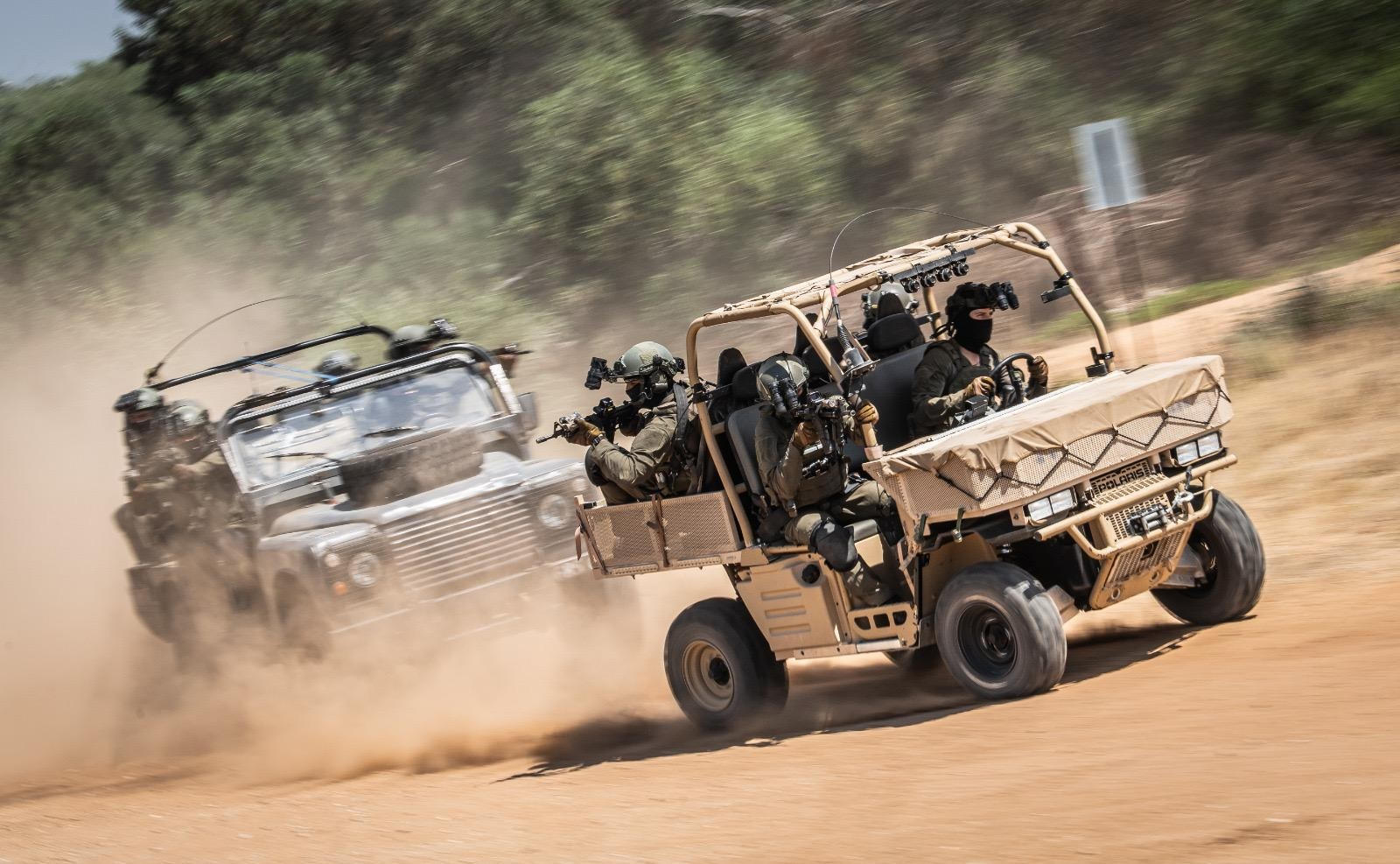
مقاتلو الجناح أثناء التدريب

تأسس الجناح نتيجة لحاجة عملياتية للتعامل مع التحدي الأساسي الذي تواجهه القوات الجوية المتمثل في وجود قوة عملياتية خاصة للعمليات المحددة. يعد الجناح هو عنصر مكمل لأنشطة القوات الجوية من خلال العمليات الخاصة في الروتين والطوارئ. تشمل المهام الرئيسية للجناح ما يلي:
- الاستطلاع الخاص
- المراقبة الجوية التكتيكية [الإنجليزية]
- إنشاء منطقة لانطلاق الهجمات بالمطارات
- البحث والإنقاذ القتالي
- تشغيل الممرات الأمامية والمطارات

## الوحدات
يضم الجناح حالياً ثلاث وحدات عملياتية على ثلاث قواعد مختلفة:
- الوحدة 669 - وحدة البحث والإنقاذ القتالي (البحث والإنقاذ القتالي، على تل نوف وبلماحيم)
- وحدة شلداغ - وحدة المغاوير الجوية (على بلماحيم)
- الوحدة 5700 - الوحدة التكتيكية للمطار المتقدم (على نفاطيم)

## تاريخها

### التأسيس
كانت وحدات الجناح، حتى تأسيسه، تتبع لقواعد القوات الجوية المختلفة وكان التوجيه المهني من مسؤولية قيادة القوات الجوية الخاصة. ومع تأسيس الجناح في يوليو 2020، أُلغيت قيادة القوات الجوية الخاصة التي كانت تعمل في مقر القوات الجوية، وتأسس فرع للقوات الجوية الخاصة في قسم الهجوم وقسم تدريب للقوات الجوية الخاصة في فرع تدريب متكامل في مقر الفيلق.

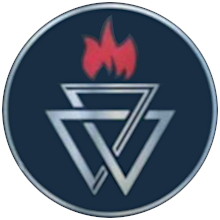
شعار فرع التدريب المشترك للجناح

### عملية طوفان الأقصى
نُشرت وحدة شلداغ لمواجهة المقاومين الفلسطينيين في المستوطنات التي تسللوا إليها في أعقاب عملية طوفان الأقصى في 7 أكتوبر 2023. pde نُقل مقاتلي الوحدة بالحوامات خلف الوحدات الفلسطينية، حيث قاتلوا في معركة معسكر رعيم، ومعركة كيبوتس بئيري، ومعركة كيبوتس علوميم، ومعركة حوليت، ومعركة كفار عزة. قُتل خمسة من مقاتلي وحدة شلداغ خلال هذه المعارك. وبالمثل، كانت الوحدة 669 هي الأولى التي وصلت إلى مراكز قتالية معينة، وأخلت الوحدة مئات الجرحى بالتعاون العملياتي مع دائرة وحدات النخبة في الجيش الإسرائيلي، وخاصة وحدة الحركة.

### غزو قطاع غزة
شاركت وحدة شلداغ في الغارة على مستشفى الشفاء، جنباً إلى جنب مع مقاتلي ياهالوم من فيلق الهندسة القتالية ووحدة عوكيتس.
أكملت وحدة شلداغ مع سايريت ماتكال وشايطيت 13 واللواء 401 ومقاتلي أوكيتز الاستيلاء على «حي كبار المسؤولين» لحماس في ميدان فلسطين في حي الرمال وسط مدينة غزة، في 20 ديسمبر 2023. كان الحي بمثابة المركز الحكومي والأمني الرئيسي لحماس. يشمل المجمع شبكة أنفاق واسعة تربط بين مكاتب كبار المسؤولين والملاجئ الآمنة والمكاتب ومساكن الجناح العسكري والقيادة العسكرية لحماس في قطاع غزة. في فبراير، لعبت الوحدة 669 جنباً إلى جنب مع قوات خاصة أخرى، دوراً رئيسياً في عملية اليد الذهبية لتحرير رهينتين، فرناندو سيمون ميرمان ولويس هار، اللذين كانا محتجزين في رفح. نُقلت القوة والمختطفين من مكان العملية بواسطة الوحدة 669 إلى مروحية الإخلاء، التي أجلت المختطفين إلى مركز شيبا الطبي.